# إميليا فلانغن
إميليا فلانغن (بالإنجليزية: Amelia Flanagan)‏ هي ممثلة بريطانية، ولدت في 8 يونيو 2008 في ليدز في المملكة المتحدة.

## وصلات خارجية
- إميليا فلانغن على موقع IMDb (الإنجليزية)